# Рејвенсвуд (Западна Вирџинија)
Рејвенсвуд (енгл. Ravenswood) град је у америчкој савезној држави Западна Вирџинија.

## Демографија
По попису из 2010. године број становника је 3.876, што је 155 (-3,8%) становника мање него 2000. године.
| Група             | 2000.         | 2010.         |
| Белци             | 3.934 (97,6%) | 3.744 (96,6%) |
| Афроамериканци    | 10 (0,2%)     | 9 (0,2%)      |
| Азијати           | 30 (0,7%)     | 28 (0,7%)     |
| Хиспаноамериканци | 24 (0,6%)     | 39 (1,0%)     |
| Укупно            | 4.031         | 3.876         |